# Blok periodnega sistema
Blok periodnega sistema je skupina kemijskih elementov, katerih elektroni najvišjega energetskega nivoja pripadajo enaki atomski orbitali.
Bloki se imenujejo po svoji značilnih orbitalah:
- blok s
- blok p
- blok d
- blok f
- blok g

V blok s spadata, na primer, litij in berilij z elektronskima strukturama 1s22s1 oziroma 1s22s2, v blok p pa bor in ogljik z elektronskima strukturama 1s22s22p1 oziroma 1s22s22p2. V bloku g ni nobenega znanega elementa.
Imena blokov (s, p, d, f) so nastala iz značilnosti spektralnih črt elektronskih spektrov: sharp (ostra), principal (glavna), difusse (difuzna) in fundamental (osnovna).